# Alano Miller
Alano Herberto Miller (* 1. Dezember 1979 in Orlando, Florida) ist ein US-amerikanischer Schauspieler.

## Leben und Karriere
Alano Miller wurde in Orlando geboren, wo er zusammen mit sieben älteren Geschwistern auch aufwuchs. Seine Eltern arbeiteten als Architekten und als Lehrer. Millers Wurzeln liegen in den Karibikstaaten Kuba, Jamaika und den Bahamas. Er besuchte in Daytona Beach die High School. Während seiner Jugendjahre litt er an starken Übergewicht, wenngleich er die Sportarten Basketball und American Football betrieb. Erst später arbeitete er daran an Gewicht zu verlieren und seine ungesunde Ernährung umzustellen. In seiner Heimat in Florida arbeitete er eine Zeit lang als Rettungsschwimmer. Miller besuchte zunächst die State University of New York at Purchase, die er mit einem Bachelor of Fine Arts abschloss. 2008 erwarb er den Master of Fine Arts von der Pennsylvania State University. Während seiner Schulzeit nahm Miller regelmäßig an Rhetorikwettbewerben teil und erhielt dafür zahlreiche Auszeichnungen. 1997 erhielt er den Presidential Scholar Award.
Im Jahr 2008 war Miller im Kurzfilm Champagne erstmals vor der Kamera zu sehen. Nach einigen Jahren konnte er für Gastauftritte in den Serien Royal Pains, How to Make It in America, Damages – Im Netz der Macht, Vegas, Golden Boy, Person of Interest, Ironside, Stalker , Navy CIS und Battle Creek gewonnen werden. Von 2014 bis 2018 war Miller wiederkehrend in den Rollen Aaron und Roman Zazo in der Dramedyserie Jane the Virgin zu sehen. 2016 wurde er für den Spielfilm Loving als Raymond Green in einer Nebenrolle besetzt. Im Anschluss an diese Rolle übernahm er als Cato eine Hauptrolle in den beiden Staffeln der Serie Underground. Darauf folgte eine kleine Rolle in Halt and Catch Fire. 2020 übernahm er als Evan Fisher eine Hauptrolle in der Serie Cherish the Day. 2021 übernahm er als Logan eine zentrale Rolle in der Miniserie Dexter: New Blood. Neben seinen Auftritten in Film und Fernsehen, steht Miller auch regelmäßig als Darsteller auf der Theaterbühne.

## Persönliches
2009 heiratete Miller, nach dreimonatiger Beziehung, die Schauspielerin DeWanda Wise. Sie leben in Pasadena, im Großraum von Los Angeles.

## Filmografie (Auswahl)
- 2008: Champagne (Kurzfilm)
- 2010: Pour aimer, encore (Kurzfilm)
- 2011: Royal Pains (Fernsehserie, Episode 3x05)
- 2011: How to Make It in America (Fernsehserie, Episode 2x08)
- 2012: Damages – Im Netz der Macht (Fernsehserie, 2 Episoden)
- 2012: Vegas (Fernsehserie, Episode 1x03)
- 2012: All Wifed Up
- 2013: Golden Boy (Fernsehserie, Episode 1x01)
- 2013: Person of Interest (Fernsehserie, Episode 3x01)
- 2013: Das Versprechen (Wish You Well)
- 2013: Ironside (Fernsehserie, Episode 1x08)
- 2014: Stalker (Fernsehserie, Episode 1x01)
- 2014: Wild Blue (Fernsehfilm)
- 2014–2018: Jane the Virgin (Fernsehserie, 10 Episoden)
- 2015: Navy CIS (NCIS, Fernsehserie, Episode 12x13)
- 2015: Battle Creek (Fernsehserie, Episode 1x03)
- 2016: Loving
- 2016: Atlanta (Fernsehserie, Episode 1x07)
- 2016–2017: Underground (Fernsehserie, 20 Episoden)
- 2017: Shots Fired (Fernsehserie, Episode 1x07)
- 2017: Halt and Catch Fire (Fernsehserie, 3 Episoden)
- 2019: The Red Line (Fernsehserie, 2 Episoden)
- 2020: Sylvie’s Love
- 2020: Cherish the Day (Fernsehserie, 8 Episoden)
- 2021–2022: Dexter: New Blood (Miniserie)
- 2022: The Morning Show (Fernsehserie, Episode 3x01)